# Ma petite marquise
Pour plus de détails, voir Fiche technique et Distribution.
Ma petite marquise est un film français réalisé par Robert Péguy, sorti en 1937.

## Fiche technique
- Titre : Ma petite marquise
- Réalisation : Robert Péguy
- Photographie : Nicolas Hayer
- Décors : L. Klein
- Musique : Henri Poussigue[1]
- Société de production : BAP Films
- Pays de production :  France
- Durée : 86 minutes
- Date de sortie : France : 15 décembre 1937

## Distribution
- Jacotte : la petite Jacotte
- Josseline Gaël : Monique
- Paul Pauley : Adolphe
- André Bervil : Pierre
- Fernand Fabre : François
- François Rodon : le petit Julien
- Yvette Andréyor : la tante
- Charlotte Clasis : Nounou
- Jacques Derives : Antoine
- Jean Brochard : Godard